# Led Zeppelin (album)
| Recensione                        | Giudizio         |
| --------------------------------- | ---------------- |
| AllMusic                          | [ 3 ]            |
| Storia della musica               | [ 16 ]           |
| The New Rolling Stone Album Guide | [ 17 ]           |
| Sputnikmusic                      | 3.0 (Good)       |
| Piero Scaruffi                    | [ 19 ]           |
| Ondarock                          | (Pietra miliare) |
| Dizionario del Pop-Rock           | [ 21 ]           |
| 24.000 dischi                     | [ 22 ]           |
| Pitchfork                         | [ 23 ]           |

Led Zeppelin è il primo album in studio dell'omonimo gruppo musicale britannico, pubblicato il 13 gennaio 1969 negli Stati Uniti d'America e il 31 marzo dello stesso anno nel Regno Unito dalla Atlantic Records.
Ritenuto uno dei capolavori del genere rock, è stato inserito alla 29ª posizione nella lista dei 500 migliori album della rivista statunitense Rolling Stone, considerandolo l'album sul quale si fonda tutto l'heavy metal.

## Storia
Jimmy Page si unì agli Yardbirds nel 1966 divenendone presto il secondo chitarrista solista al fianco di Jeff Beck e poi leader per le sue capacità tecniche. Nel 1968 il gruppo si sciolse a causa di liti e divergenze musicali in quanto Page voleva un suono più blues rock che folk e allora il cantante, Keith Relf, e il batterista, Jim McCarty, se ne andarono per creare un gruppo folk progressivo, i Renaissance; in seguito abbandonò anche Chris Dreja e Page si ritrovò i diritti del nome Yardbirds ma anche i contratti di un tour in Scandinavia, così rifondò la band chiamandola New Yardbirds e contattò John Paul Jones per il basso, Terry Reid come cantante ma questi rifiutò indicando Robert Plant che a sua volta propose John Bonham come batterista.
Presto il nome venne mutato in Led Zeppelin: su questo cambio di nome ci sono molte leggende ma la più accreditata riferisce che il batterista degli Who, Keith Moon, disse che il vecchio supergruppo composto da Beck, Page e John Entwistle sarebbe caduto come un lead Zeppelin ovvero come un "dirigibile di piombo", Page riprese il nome ma cambiò lead con led per evitare problemi di pronuncia.
La nuova band registrò quindi un primo album nel settembre 1968 in circa due o tre settimane (in appena 36 ore e con un costo di 1 782 sterline come dichiarato poi da Page) e l'11 novembre dello stesso anno firmarono con la Atlantic Records un contratto di 200 000 dollari, somma molto cospicua per i tempi e per un artista emergente.
A causa della propensione della band a non segnalare i compositori originali in alcuni brani, come quelli citati precedentemente, sfociò in una serie di cause legali con l'accusa di plagio (la stessa cosa accadrà poi per l'album successivo). Jimmy Page si è difeso dichiarando che nel blues è cosa comune che gli artisti condividano idee musicali tra di loro e che le rielaborino secondo la propria particolare sensibilità e quindi per lui non si trattava di plagio vero e proprio.
L'album è fortemente influenzato dal blues, soprattutto da Willie Dixon, del quale vengono riproposte You Shook Me e I Can't Quit You Baby. I Led Zeppelin stravolgono i brani originali portando avanti il progetto di blues psichedelico iniziato dai Cream. Due canzoni, Baby Come on Home e Sugar Mama, furono estromesse dal disco e verranno pubblicate nella ristampa del 2015 dell'album Coda.

### Ristampa del 2014
La ristampa di Led Zeppelin I, insieme a Led Zeppelin II e Led Zeppelin III, risale al 2 giugno (in Italia il 3 giugno) in 6 versioni: una versione CD standard, una deluxe con 2 CD, una standard con un vinile, una deluxe con 3 vinili, una versione digitale e una versione super deluxe contenente la versione deluxe CD e vinile, la versione digitale e un booklet con varie immagini della band; inoltre le prime 30.000 stampe delle versioni deluxe edition sono dotate di un foglio stampato ad alta qualità della copertina dell'album, ognuno con il proprio numero. La versione deluxe dell'album, che come copertina ha il negativo della copertina originale, contiene le registrazioni della band al teatro Olympia di Parigi.

## Brani

### Lato A
- Good Times, Bad Times è il brano di apertura ed è il primo singolo pubblicato dai Led Zeppelin negli Stati Uniti (con Communication Breakdown sul lato B[37]), dove entrò anche nella prestigiosa Billboard Hot 100, nonostante sia un brano molto forte, è stata suonata poco dai Led Zeppelin dal vivo (È stato però il brano d'apertura per la reunion del 2007 alla The O2 Arena di Londra).[38][39]
- Babe I'm Gonna Leave You è un brano composto originariamente dalla cantante folk Anne Bredon nei tardi anni '50, eseguito per la prima volta da Joan Baez nel 1962 e riarrangiato da Jimmy Page per la pubblicazione nell'album, dove però è accreditato come Traditional.[40] A partire dal 1990 il brano è stato poi riaccreditato ad Anne Bredon, Jimmy Page e Robert Plant.[41]
- You Shook Me è la terza traccia dell'album, una cover visto che è stata scritta da Willie Dixon e registrata per la prima volta da Muddy Waters nel 1962. Verso la fine del brano troviamo uno dei primi esempi di "chiamata e risposta" voce-chitarra, un accorgimento usato molto spesso nei brani hard-rock degli anni '60 e '70.[42] La pubblicazione del brano provocò numerose polemiche tra la band e Jeff Beck, precedente chitarrista degli Yardbirds, che accusò i Led Zeppelin di avere copiato la versione presente nel suo album Truth, uscito nel luglio del '68 negli Stati Uniti e nel novembre del '68 nel Regno Unito.[43], al quale oltre allo stesso Page partecipò John Paul Jones.
- Dazed and Confused chiude il primo lato dell'album, è caratterizzata da un assolo di chitarra suonato con un archetto da violino;[44] dal vivo questo assolo poteva essere dilatato per oltre mezz'ora, come è testimoniato nel live The Song Remains the Same. La canzone è una rielaborazione più rock di un brano del cantautore americano Jake Holmes, pubblicato nel suo disco di esordio The Above Ground Sound nel giugno del '67, riarrangiato da Jimmy Page con alcune variazioni ma non accreditato al suo compositore originale. A seguito di un accordo extra-giudiziale intercorso nel 2011, i successivi album dei Led Zeppelin a partire da Celebration Day (2012) hanno ampliato il merito del cantautore per Dazed and Confused riportando la dicitura "By Page - Inspired by Jake Holmes".[45]

### Lato B
- Your Time is Gonna Come è un brano originale caratterizzato dall'assolo di organo (suonato da John Paul Jones) che inizia la canzone e rimane sempre in essa,[46] che parla di una storia d'amore finita e di una possibile vendetta, infatti il ritornello ripete "your time is gonna come" ovvero "il tuo tempo sta arrivando".[47]
- Black Mountain Side è un riarrangiamento del brano tradizionale irlandese Down by Blackwaterside, caratterizzato da venature di ispirazione araba e indiana, rafforzate dalla presenza del musicista indiano Viram Jasani, che nel brano suona le tabla. Anche qua fu segnalata una forte attinenza fra la versione degli Zeppelin e l'arrangiamento chitarristico di Bert Jansch nell'album del 1966 Jack Orion.[48]
- Communication Breakdown è uno dei primi brani originali composti in sessione congiunta dagli Zeppelin, sviluppato collettivamente dall'intera band a partire da un'idea chitarristica di Page; Johnny Ramone ha affermato che lo stile di questa canzone è stato la base dei Ramones e quindi si potrebbe affermare che questo brano abbia inventato il punk rock.[49]
- I Can't Quit You Baby è la cover di un secondo brano blues di Willie Dixon del 1956.[50] La canzone è molto calma ed è rimasta nella loro scaletta dei concerti fino al 1970.[51]
- How Many More Times è il brano di chiusura ed il più lungo dell'album con i suoi 8' 27", anch'esso risultato di una elaborazione collettiva da parte dell'intera band. Il brano, che presenta un secondo intervento di Page all'archetto del violino, incorpora volutamente citazioni dei brani Rosie di Don Partridge, Beck's Bolero di Jeff Beck (presente nell'album Truth di Jeff Beck ma accreditata a Page come autore) e The Hunter del chitarrista blues Albert King, registrata con i Booker T. & the M.G.'s.[52] Da notare che, nella versione originale dell'album, la durata riportata è di 3' 30": non si tratta di un errore, Page chiese espressamente che venisse riportata questa indicazione per depistare i deejay britannici che non avrebbero mai consentito la trasmissione di un brano di tale lunghezza.[53]

## Copertina

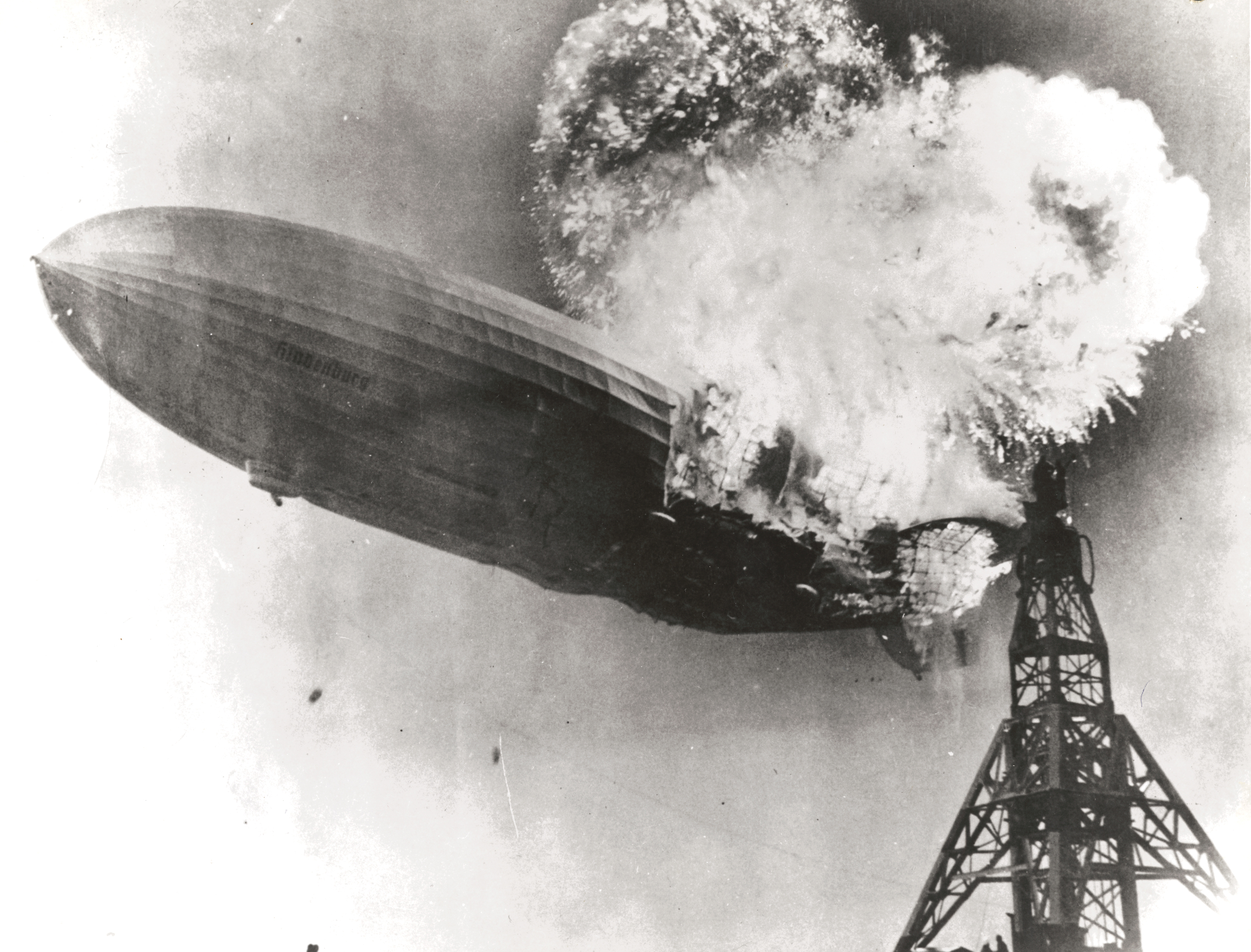
L'esplosione dello Zeppelin Hindenburg, rappresentato sulla copertina dell'album

La copertina dell'album riprende, rielaborandolo, un fotogramma della ripresa del disastro dello Zeppelin LZ 129 Hindenburg avvenuto il 6 maggio 1937, mentre sul retro viene rappresentata una foto dei quattro membri della band scattata dall'ex bassista degli Yardbirds, Chris Dreja.
La nipote del conte von Zeppelin, la contessa Eva von Zeppelin, dopo aver visto la copertina dell'album che agganciava il nome Zeppelin alla tragedia dell'Hindenburg, minacciò di querelare i Led Zeppelin per uso illegale del nome di famiglia e quindi durante una loro esibizione a Copenaghen nel 1970 dovettero chiamarsi "The Nobs".

## Accoglienza
Le prime recensioni furono piuttosto negative, per poi migliorare nel corso del tempo. Un esempio è la rivista Rolling Stone.
(Rolling Stone)
Nonostante le critiche, l'album fu un successo commerciale, infatti entrò dopo 2 mesi dall'uscita nella classifica Billboard 200 alla posizione numero 10 ed ottenne il disco d'oro americano nel luglio dello stesso anno.

## Tracce
Lato A
1. Good Times, Bad Times – 2:46 (Jimmy Page, John Paul Jones, John Bonham[59])
2. Babe I'm Gonna Leave You – 6:42 (Anne Brendon, Jimmy Page, Robert Plant)
3. You Shook Me – 6:28 (Willie Dixon, J. B. Lenoir)
4. Dazed and Confused – 6:28 (Jake Holmes (non accreditato) - Jimmy Page)

Lato B
1. Your Time Is Gonna Come – 4:34 (Jimmy Page, John Paul Jones)
2. Black Mountain Side – 2:12 (Jimmy Page)
3. Communication Breakdown – 2:30 (Jimmy Page, John Paul Jones, John Bonham)
4. I Can't Quit You Baby – 4:42 (Willie Dixon)
5. How Many More Times – 8:27 (Jimmy Page, John Paul Jones, John Bonham)

## Formazione
- Robert Plant - voce, armonica a bocca
- James Patrick Page - chitarra elettrica, chitarra acustica, pedal steel guitar, cori
- John Paul Jones - basso, organo, cori
- John Bonham - batteria, timpani, cori

### Altri musicisti
- Viram Jasani - tabla (nella canzone Black Mountain Side)

## Classifiche

### 1969/1970
| Classifica 1969-70  | Posizione massima |
| ------------------- | ----------------- |
| Australia           | 9                 |
| Canada              | 11                |
| Danimarca           | 8                 |
| Finlandia           | 3                 |
| Germania            | 11                |
| Norvegia            | 14                |
| Regno Unito         | 6                 |
| Olanda              | 14                |
| Spagna              | 1                 |
| Svezia              | 11                |
| USA - Billboard 200 | 10                |

### Della ristampa del 2014
| Classifica 2014     | Posizione massima |
| ------------------- | ----------------- |
| Finlandia           | 3                 |
| Polonia             | 10                |
| Regno Unito         | 4                 |
| Ungheria            | 6                 |
| USA - Billboard 200 | 7                 |

### 2021
| Classifica (2021) | Posizione massima |
| ----------------- | ----------------- |
| Grecia            | 5                 |